# 古坂大魔王のアイドル倶楽部
古坂大魔王のアイドル倶楽部（こさかだいまおうのアイドルくらぶ）はニッポン放送で2014年4月4日から2015年9月25日まで放送されたラジオのトーク番組。 

## 概要
2013年のナイターオフに放送された「古坂大魔王 ツギコレ」の1コーナーだった「アイドル倶楽部」を独立番組化した。
この番組では、古坂と月替わりの特別講師と週替わりでポニーキャニオン所属のアイドルが2人ずつ登場し、トークを繰り広げる。
ニコニコ生放送の『ぽにきゃん!アイドル倶楽部』は連動番組。

## 放送時間
- 毎週土曜 0:40-1:00（毎週金曜 24:40-25:00）

## 出演者
- パーソナリティ：古坂大魔王

出演するアイドル
- 第1週：さんみゅ〜（2014年4月4日 - 2015年9月4日）
- 第2週：アイドリング!!!（2014年4月11日 - 2015年9月11日）
- 第3週：ウェザーガールズ（2014年4月18日 - 9月19日）→がんばれ!Victory（2014年10月17日 - 2015年9月18日）
- 第4週：ベイビーレイズJAPAN（2014年4月25日 - 2015年9月25日）
- 第5週の放送がある時は複数のグループのアイドルが出演する。

特別講師
- 2014年4月：中森明夫
- 2014年5月：濱野智史
- 2014年6月：嗣永桃子（Berryz工房）
- 2014年7月：児嶋一哉（アンジャッシュ）
- 2014年8月：柴田英嗣（アンタッチャブル）
- 2014年9月：アルコ&ピース
- 2014年10月：吉川正洋（ダーリンハニー）
- 2014年11月：イジリー岡田
- 2014年12月：デンジャラス
- 2015年1月：BOOMER
- 2015年2月：X-GUN
- 2015年3月：こにわ
- 2015年4月：東貴博（Take2）
- 2015年5月：ラブレターズ
- 2015年6月：三四郎
- 2015年7月：田中卓志（アンガールズ）
- 2015年8月：神奈月
- 2015年9月：ハマカーン